# Esporte Clube Santo André
Esporte Clube Santo André é um clube brasileiro de futebol da cidade de Santo André, no estado de São Paulo. Foi fundado em 18 de setembro de 1967 e suas cores são o azul, verde, amarelo e o branco.
Tem como sua maior conquista o título nacional da Copa do Brasil de 2004, obtido após uma memorável vitória na final sobre o Flamengo no Maracanã, no Rio de Janeiro, por 2–0.

## História
Antes da criação do Santo André, a cidade não tinha tradição em futebol profissional. Quando o Corinthians Futebol Clube parou em 1961, havia um grande sentimento de se ter uma equipe que realmente representasse a cidade. Então, em 1967, nascia o Santo André Futebol Clube. A equipe tinha as cores da cidade de Santo André e utilizava um detalhe do brasão em seu escudo.
Na data de fundação do Santo André, o que se tinha era a esperança de se criar um clube que rivalizasse com os principais expoentes do futebol paulista, como Campinas, Ribeirão Preto, São José do Rio Preto, entre tantas outras cidades que brilhavam com seus representantes, o que motivou a criação do time da própria cidade. A ideia surgiu na Liga de Futebol, do presidente da entidade,Wigand Rodrigues dos Santos. Ganhou corpo, evoluiu, culminando com a fundação do clube.
O lançamento oficial do Santo André Futebol Clube como clube profissional, ocorreu em 20 de janeiro de 1968, no Paço Municipal de Santo André. Os primeiros anos foram muito difíceis e algumas vezes quase o Santo André fechou as portas. No início de 1975, após uma crise financeira que teve seu ápice no final de 1974, Acyr de Souza Lopes, assumiu o clube e cedeu jogadores de sua metalúrgica, a São Justo, com a condição de que o time passaria a chamar-se Associação Atlética São Justo. A cidade porém se uniu e o Conselho Deliberativo decidiu por unanimidade que o time passaria a chamar-se Esporte Clube Santo André. O nome passou a ser utilizado em 22 de março de 1975, e é utilizado até os dias de hoje. Foram trocadas também as cores do uniforme. O verde e amarelo deu lugar ao azul e branco.

## Fatos marcantes
Em 1984, pela primeira vez o Santo André participou da primeira divisão do Campeonato Brasileiro e fez boa campanha terminando em 10º lugar.
Em 2003, conquista seu primeiro título da Copa Paulista (à época, chamada de Copa Estado de São Paulo). Na final, enfrentou o Ituano, perdendo o primeiro jogo em Itu, pelo placar mínimo; e vencendo, por 4–1 o segundo jogo, em Santo André. Este confronto marcou o reencontro entre as duas equipes, que já haviam se enfrentado na final da edição anterior, em 2002, quando o Ituano se sagrou campeão. Naquela edição, o torneio havia recebido o nome de Copa Mauro Ramos de Oliveira.
Em 2004, atingiu a sua maior glória. Após eliminar clubes poderosos como Atlético-MG e Palmeiras, o time do Grande ABC chegou à final da Copa do Brasil e conquistou o título ao derrotar o Flamengo por 2–0 no Maracanã.
Por ser o campeão da Copa do Brasil de 2004, o time ganhou o direito de disputar a Copa Libertadores da América de 2005 (pela primeira vez). Foi eliminado na fase de grupos, mas aplicou a maior goleada da competição, um 6–0 sobre o Deportivo Táchira da Venezuela.
Em 2008, ao classificar-se como vice-campeão do Campeonato Brasileiro da Série B, o Esporte Clube Santo André voltou à Primeira Divisão do Campeonato Brasileiro depois de vinte e quatro anos, e foi rebaixado em 2009.
No 1º semestre de 2010, fez sua melhor campanha de sua história no Campeonato Paulista, onde foi vice-campeão, perdendo o primeiro jogo para o Santos por 3–2, e vencendo o segundo jogo pelo mesmo placar, porém no critério do desempate o melhor time da primeira fase seria o campeão.
Na Copa Paulista de 2014, o Santo André sagra-se campeão da Copa Paulista pela segunda vez em cima do Botafogo de Ribeirão Preto. No primeiro jogo da decisão, jogando no Estádio Anacleto Campanella, as duas equipes empataram por 1–1 e no jogo de volta, em Ribeirão Preto, o Santo André venceu por 1–0 com o gol do zagueiro Luiz Matheus, sagrando-se campeão e consequentemente garantiu a vaga para a Copa do Brasil de 2015.

## Rebaixamentos
Porém, o Santo André sofreu uma sequência de rebaixamentos, quando foi rebaixado para a Série C do Brasileiro de 2011, após terminar em 18º lugar. No início de 2011, o Santo André realizou uma má campanha no Paulistão e, após terminar em último lugar somando 15 pontos, com apenas 2 vitórias e 9 empates, o Santo André foi rebaixado para a Série A2 de 2012, divisão que disputou até 2016, ano que se sagrou campeão da competição e foi promovido para a série A1 do Campeonato Paulista.
Em 2012, fez uma campanha abaixo da média no Paulistão Série A2, terminando em 14º lugar, com 22 pontos, somando 5 vitórias e 7 empates. Mas, pela Série C do Brasileiro, com um novo esquema de 2 grupos, sendo do grupo B, o Santo André fez uma péssima campanha, terminando em penúltimo lugar deste grupo, sendo rebaixado para a Série D do Brasileiro, competição no qual atuou pela primeira vez na história, sendo que em 10 de setembro de 2013, o Santo André deu adeus a competição nacional após ser eliminado nas oitavas-de-final pelo Metropolitano.
Em 2018, após uma campanha pífia no Campeonato Paulista, com apenas uma vitória, cinco empates e seis derrotas em 12 partidas da primeira fase, o time foi rebaixado a Série A2 de 2019.
Tendo, ainda em 2019, conquistado novo acesso à série A1 do Campeonato Paulista, nela permaneceu até 2024, quando novo revés ocorre: tendo feito a segunda pior campanha da divisão, com oito pontos conquistados em doze jogos, e apenas uma vitória, o time novamente é rebaixado para a Série A2.

## Parceria
O Esporte Clube Santo André estabeleceu uma parceria com a prefeitura de Patrocínio em 2010, onde a equipe do ABC emprestou jogadores que não estavam sendo aproveitados à Sociedade Esportiva Patrocinense para que pegassem experiência. O resultado dessa parceria foi benéfica para as duas equipes, pois no final do ano de 2010 a equipe fez uma peneirada na cidade mineira e levou as grandes promessas patrocinenses.
Em 2020 o clube passou a ser patrocinado pela BetGold, uma empresa de apostas esportivas recém lançada no Brasil. Este foi o primeiro acordo de patrocínio com uma empresa internacional que o clube fechou desde sua fundação em 1967.

## Mascote
São poucos os clubes do Brasil que não adotam um bicho como mascote e o Santo André é uma dessas exceções. Para homenagear o patrono da cidade, o clube adotou o apelido de Ramalhão, em homenagem a João Ramalho, um português que viveu entre os índios antes mesmo das expedições colonizadoras que fundaram São Paulo. João Ramalho foi nomeado capitão da Vila de Santo André por Tomé de Sousa, o primeiro governador-geral do Brasil.

## Títulos

### Futebol profissional
| NACIONAIS | NACIONAIS                      | NACIONAIS | NACIONAIS                      |
|           | Competição                     | Títulos   | Temporadas                     |
| --------- | ------------------------------ | --------- | ------------------------------ |
|           | Copa do Brasil                 | 1         | 2004                           |
| ESTADUAIS |                                |           |                                |
|           | Competição                     | Títulos   | Temporadas                     |
|           | Copa Paulista                  | 2         | 2003** e 2014                  |
|           | Campeonato Paulista - Série A2 | 5         | 1975*, 1981, 2008, 2016 e 2019 |

* Apesar de ter sido campeão da Primeira Divisão (Série A2), o clube não foi promovido a Divisão Principal (Série A1) do ano seguinte.
** Nos anos de 1999, 2003 e 2004 a Copa Paulista tinha o nome de Copa Estado de São Paulo.

### Outras categorias
| NACIONAIS | NACIONAIS                        | NACIONAIS | NACIONAIS  |
|           | Competição                       | Títulos   | Temporadas |
| --------- | -------------------------------- | --------- | ---------- |
| São Paulo | Copa São Paulo de Futebol Júnior | 1         | 2003       |

### Campanhas de destaque

#### Vice-campeonatos
| NACIONAIS | NACIONAIS                       | NACIONAIS | NACIONAIS         |
|           | Competição                      | Vices     | Temporadas        |
| --------- | ------------------------------- | --------- | ----------------- |
|           | Campeonato Brasileiro - Série B | 1         | 2008              |
|           | Campeonato Brasileiro - Série C | 1         | 2003              |
| ESTADUAIS |                                 |           |                   |
|           | Competição                      | Vices     | Temporadas        |
|           | Campeonato Paulista             | 1         | 2010              |
|           | Campeonato Paulista - Série A2  | 3         | 1974, 1979 e 2001 |
|           | Copa Paulista                   | 1         | 2002***           |

*** Em 2002 o torneio foi dividido em duas regiões. Na região oeste do estado o torneio teve o nome de Copa Futebol Interior, enquanto na região leste foi disputado com o nome de Copa Mauro Ramos.

## Estatísticas

### Participações
|  | Participações em 2025 |

| Competição | Competição                   | Temporadas | Melhor campanha       | Estreia | Última | A | R |
| São Paulo  | Campeonato Paulista          | 27         | Vice-campeão (2010)   | 1982    | 2024   |   | 5 |
| São Paulo  | Série A2                     | 23         | Campeão (5 vezes)     | 1974    | 2025   | 5 | – |
| São Paulo  | Copa Paulista                | 11         | Campeão (2003 e 2014) | 1999    | 2025   |   |   |
| Brasil     | Campeonato Brasileiro        | 2          | 10º colocado (1984)   | 1984    | 2009   |   | 1 |
| Brasil     | Série B                      | 9          | Vice-campeão (2008)   | 1986    | 2010   | 1 | 1 |
| Brasil     | Série C                      | 10         | Vice-campeão (2003)   | 1988    | 2012   | 1 | 1 |
| Brasil     | Série D                      | 3          | 16º colocado (2013)   | 2013    | 2024   | – |   |
| Brasil     | Copa do Brasil               | 7          | Campeão (2004)        | 2004    | 2020   |   |   |
|            | Copa Libertadores da América | 1          | Fase de grupos (2005) | 2005    | 2005   |   |   |

## Artilheiros
- Tulica (63)
- Sandro Gaúcho (58)
- Arnaldinho (52)

## Torcidas
Fúria Andreense: Foi fundada dia 21 de outubro de 2000 por Juliano César, Júlio César e Renato Ramos, que foi Presidente da entidade de 2000 á 2010. A torcida esteve presente em momentos importantes da equipe do ABC, entre eles estiveram o acesso ao Campeonato Brasileiro Série B em 2003, a conquista mais importante do Esporte Clube Santo André que foi a Copa do Brasil em 2004, e também no acesso à Primeira Divisão do Campeonato Brasileiro em 2008. É a principal torcida do clube e a Maior Torcida do ABC Paulista.
Esquadrão Andreense: Foi fundada em 2005 por Marquinhus (MKU), Wellington (Well), Ronaldinho, Vinicius (Malavita), Leandrinho, Matheus, Erick (Pulga), Paulinho e Dinei. A primeira geração da torcida foi formada por um coletivo, onde as decisões eram tomadas por meio do voto da maioria, sendo representada por MKU como porta-voz da entidade naquela ocasião.
A Esquadrão ficou inativa por 3 anos e voltou com força total suas atividades no Brasileirão de 2009, onde Fernando Noé foi oficializado como primeiro presidente legítimo da torcida.
Desde a sua fundação a torcida se reinventou, passou a ter posicionamento político contundente na defesa do espaço das torcidas organizadas e foi Co-fundadora da Anatorg (Associação Nacional das Torcidas Organizadas), onde é filiada até hoje.
A Esquadrão possui uma ala da velha guarda ativa. São diversos perfis que se misturam com a novas gerações, fortalecendo passado e presente da torcida.
Na arquibancada, a torcida faz uma mescla dos estilos Sul-americano e Europeu com suas canções sempre de apoio ao E.C. Santo André.
T.U.D.A (Torcida Uniformizada Dragão Andreense): É a torcida mais antiga do grande ABC, foi fundada em 1981 por Decão, Odairson, Amauri e Vanderlei, e sempre esteve presente com o Ramalhão em suas grandes conquistas.
Ramalhonautas: Criada no início de 2000 por Alexandre Bachega, é uma das primeiras torcidas virtuais do Brasil. Ramalhonauta é a junção das palavras Ramalhino e Internauta. Os Ramalhonautas são um grupo de torcedores que além de pesquisarem/preservarem a história do Ramalhão, utilizam a internet para divulgar o nome do clube e externar sua paixão pelo Santo André.
Outras torcidas: O Ramalhão ao longo dos anos teve outras entidades que já não estão ativas como: Torcida Poluída e Nebulosa, Torcida Jovem, Comando Azul, Ramalhão Chopp, Ultras Fedayn, Império Azul, Inferno Azul, Torcida do Cantinho, TUCA (Torcida Uniformizada Coração Andreense), Ramachões e Ramalhetes, Andrelogia, TILMA (Torcida Independente Leões do Morro Andreense), Explosão Andreense, Sangue Andreense.
Some Daqui:  Criada no início de 2017 por Renato Mafra, conta por meio de videos e fotos os bastidores das torcidas nos jogos do Esporte Clube Santo André.
RAMAROOTS "(Bonde do Omar)": Fundada pelos irmãos andreense Omar Samir e Ryad Samir, a Ramaroots teve inicio de suas atividades em 2018, após um jogo contra o Palmeiras pelo campeonato paulista. Hoje, a torcida é composta pelo grupo de amigos dos irmãos. A entidade preza pela irmandade entre os integrantes, que busca colocar os eventos da equipe do Santo André como prioridade máxima nos finais de semana. Atualmente, possui cerca de uma dúzia de integrantes na torcida e seguem fechado com a Fúria Andreense.

## Rankings
Ranking da CBF - 2021: atualizado em 01 de março de 2021.
- Posição: 192º
- Pontuação: 155 pontos

Ranking IFFHS de Clubes Sulamericanos (2001-2010)
- Posição: 168°
- Pontuação: 168 Pontos[20]

## Clássicos
O Santo André teve grandes rivalidades ao longo de sua existência. Jogos memoráveis contra times como Internacional de Limeira, São José Esporte Clube, XV de Novembro de Piracicaba aconteceram nos anos 70 e 80. Nos clássicos regionais destaques para a rivalidade com o Aliança de São Bernardo (que foi absorvido pelo EC São Bernardo) e SAAD de São Caetano. Hoje seu principal rival é o São Caetano e também há uma rivalidade recente com o São Bernardo FC.